# Bad Häring
Bad Häring település Ausztriában, Tirolban a Kufsteini járásban található. Területe 9,28 km², lakosainak száma 2585 fő, népsűrűsége 280 fő/km² (2014. január 1-jén). A település 650 méter tengerszint feletti magasságban helyezkedik el.

## Fordítás
- Ez a szócikk részben vagy egészben  a   Bad Häring című angol Wikipédia-szócikk ezen változatának fordításán alapul.  Az eredeti cikk szerkesztőit annak laptörténete sorolja fel. Ez a jelzés csupán a megfogalmazás eredetét és a szerzői jogokat jelzi, nem szolgál a cikkben szereplő információk forrásmegjelöléseként.